# Ciência medieval

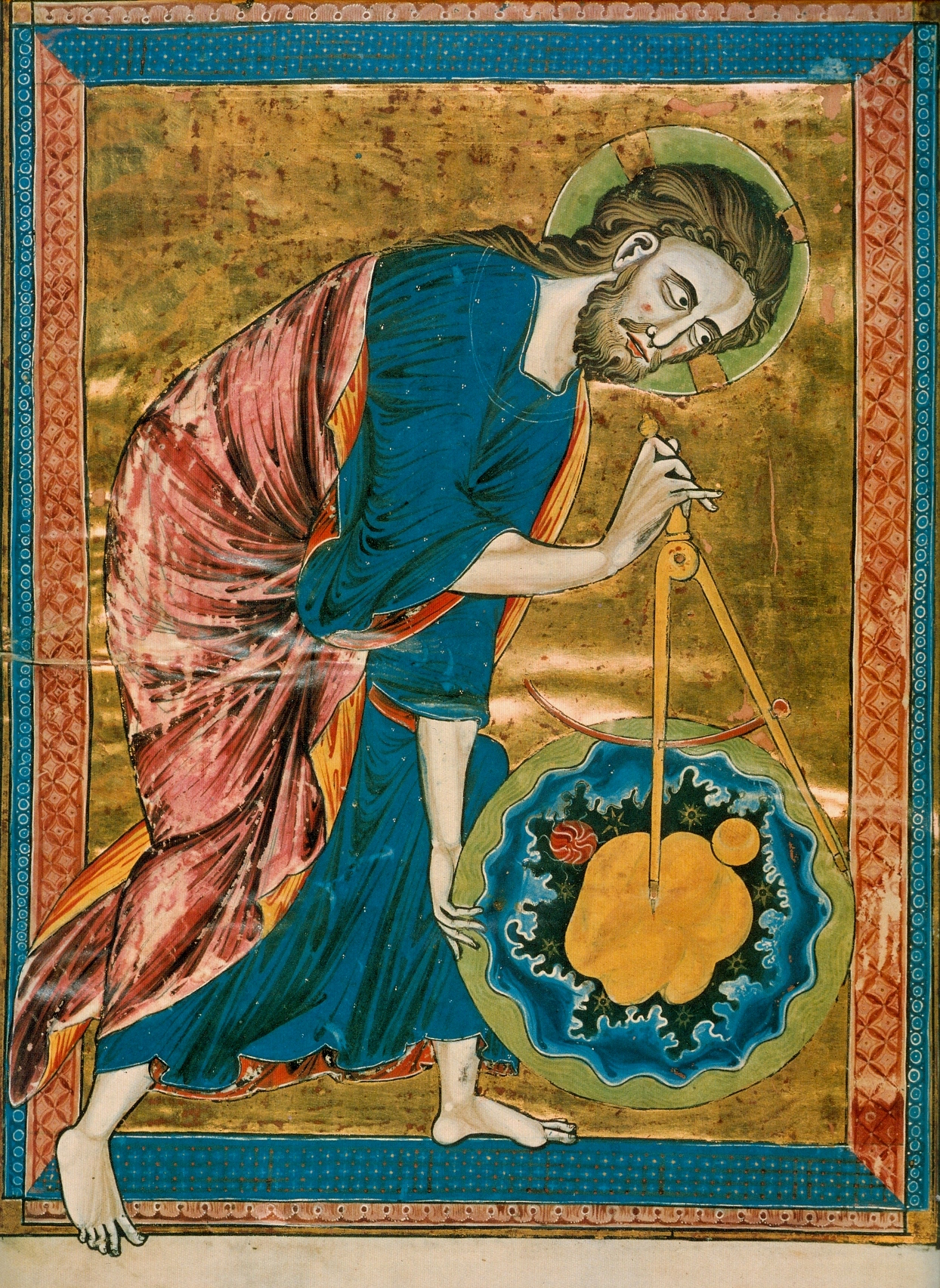
Deus criando o universo através de princípios geométricos. Capa da Bíblia Moralisée, 1215.

Ciência medieval é a expressão usada para designar as descobertas científicas ocorridas durante a Idade Média.
A Europa Ocidental entrou na Idade Média em grandes dificuldades que minaram a produção intelectual dessa parte do continente. Os tempos eram confusos e havia-se perdido o acesso aos tratados científicos da antiguidade clássica (em grego), ficando apenas as compilações resumidas e até deturpadas que os romanos tinham traduzido para o latim.

Entretanto, com o início do chamado Renascimento do Século XII, renovou-se o interesse pela investigação da natureza. A ciência que se desenvolveu nesse período áureo da filosofia escolástica dava ênfase à lógica e advogava o empirismo, entendendo a natureza como um sistema coerente de leis que poderiam ser explicadas pela razão.
Foi com essa visão que sábios medievais se lançaram em busca de explicações para os fenômenos do universo e conseguiram avanços importantes em áreas como a metodologia científica e a física. Esses avanços foram repentinamente interrompidos pela peste negra e são virtualmente desconhecidos pelo público contemporâneo, que muitas vezes ainda está preso ao rótulo do período medieval como uma suposta "Idade das Trevas".

## História da Ciência na Europa

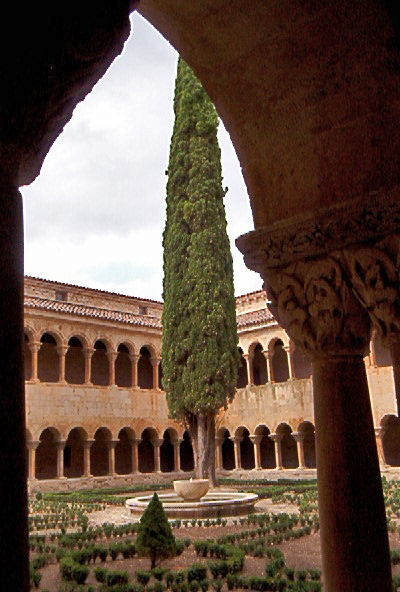
No início da Idade Média, a vida cultural concentrou-se nos mosteiros.

Costuma-se dizer que os romanos eram um povo de orientação prática, preocupados com assuntos políticos e militares. Apesar de maravilhados com as descobertas do passado grego, não chegaram a formar novas instituições que buscassem especificamente entender o universo ou o mundo natural. Os verdadeiros centros de produção de conhecimento do Império Romano localizavam-se no seu lado oriental, de cultura grega, como Alexandria e Atenas. Eles tinham sido fundados antes do domínio romano e já não mantinham a mesma força criativa de períodos anteriores.
Devido ao fato da classe rica do império ser bilíngue, em latim e em grego, não se sentia a necessidade de traduzir os tratados científico-filosóficos produzidos pela civilização grega. Entretanto, era comum encontrar compilações resumidas das principais correntes do pensamento grego na língua latina.
A divisão do Império Romano em 395 fez com que o Império Romano do Ocidente aos poucos perdesse contato cultural com o oriente e a língua grega acabou por ser esquecida. Desse modo, a Europa Ocidental perdeu o acesso aos tratados originais dos filósofos clássicos gregos, ficando apenas com as versões resumidas desse conhecimento que haviam sido anteriormente traduzidas para o latim.

### Idade Média Antiga
O Ocidente, embora unido pela língua latina, ainda englobava um grande número de culturas diferentes que haviam sido assimiladas de uma maneira incompleta pela cultura romana. Debilitado pelas migrações e invasões de tribos bárbaras, pela desintegração política de Roma em 476 e isolado do resto do mundo pela expansão do Islão no século VII, o Ocidente Europeu chegou a ser pouco mais que uma colcha de retalhos de populações rurais e povos semi-nômades. A instabilidade política e o definhar da vida urbana golpearam duramente a vida cultural do continente. A Igreja Católica Romana, como única instituição que não se desintegrou nesse processo, manteve o que restou de força intelectual, especialmente através da vida monástica.
O homem das letras desses primeiros séculos era quase sempre um clérigo para quem o estudo dos conhecimentos naturais era uma pequena parte da escolaridade. Esses estudiosos viviam numa atmosfera que dava prioridade à fé e geralmente tinham a mente mais voltada para a salvação das almas do que para o questionamento de detalhes da natureza. Aqueles que desejavam investigar o mundo natural tinham suas opções limitadas pelo esquecimento do idioma grego. Muitos dos estudos tinham que ser feitos com informações obtidas de fontes não científicas, eram frequentemente textos com informações incompletas e que traziam sérios problemas de interpretação. Desse modo, por exemplo, manuais romanos de inspeção do solo eram lidos porque neles estavam incluídos elementos da geometria.
A vida quase sempre insegura e economicamente difícil dessa primeira parte do período medieval mantinha o homem voltado para as dificuldades do dia a dia. O estudo da natureza era buscado mais por motivos práticos do que como uma investigação abstrata: a necessidade de cuidar dos doentes levou ao estudo da medicina e de textos antigos sobre remédios, o desejo de determinar a hora correta para rezar levou os monges a estudar o movimento das estrelas, a necessidade de computar a data da páscoa os levou a estudar e ensinar os movimentos do Sol e da Lua e rudimentos da matemática. Não era incomum o mesmo texto discutir tanto os detalhes técnicos  quanto o sentido simbólico dos fenômenos naturais.
No final do século VIII, houve uma primeira tentativa de reerguimento da cultura ocidental. Carlos Magno conseguira reunir grande parte da Europa sob seu domínio. Para unificar e fortalecer o seu império, decidiu executar uma reforma na educação. O monge inglês Alcuíno elaborou um projeto de desenvolvimento escolar que buscou reviver o saber clássico estabelecendo os programas de estudo a partir das sete artes liberais: o trivium, ou ensino literário (gramática, retórica e dialética) e o quadrivium, ou ensino científico (aritmética, geometria, astronomia e música). A partir do ano 787, foram emanados decretos que recomendavam, em todo o império, a restauração de antigas escolas e a fundação de novas. Institucionalmente, essas novas escolas podiam ser monacais, sob a responsabilidade dos mosteiros; catedrais, junto à sede dos bispados; e palatinas, junto às cortes.
Essas medidas teriam seus efeitos mais significativos apenas séculos mais tarde. O ensino da dialética (ou lógica) foi fazendo renascer o interesse pela indagação especulativa; dessa semente surgiria a filosofia cristã da Escolástica. Além disso, nos séculos século XII e XIII, muitas das escolas que haviam sido estruturadas por Carlos Magno, especialmente as escolas catedrais, dão origem a universidades.

### Idade Média Clássica

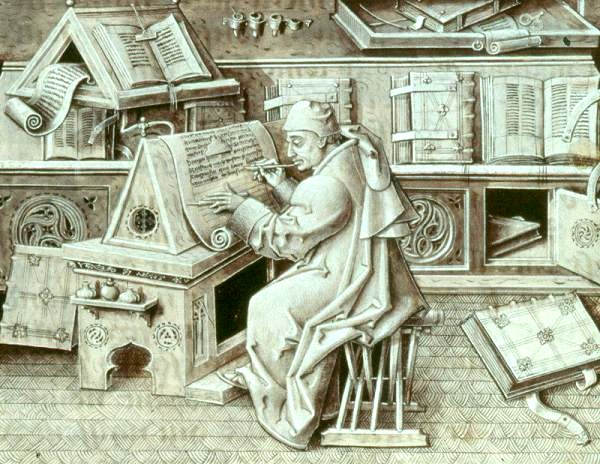
O movimento de tradução dos textos gregos marca o fortalecimento da intelectualidade europeia.

Depois da contenção das últimas ondas de invasões estrangeiras no século X, seguiu-se uma fase de relativa tranquilidade em relação às ameaças externas, que também coincidiu com um período de condições climáticas mais amenas. A Europa Ocidental e Central passa então por mudanças sociais, políticas e econômicas, que vão gerar o chamado Renascimento do Século XII. Evoluções técnicas possibilitam o cultivo de novas terras e o aumento da diversidade dos produtos agrícolas, que sustentam uma população que passa a crescer rapidamente. O comércio está em franca expansão, ocorre o desenvolvimento de rotas entre os diversos povos que reduzem as distâncias, facilitando não só o comércio de bens físicos, mas também a troca de ideias entre os países. As cidades também vão abandonando a sua dependência agrária, crescendo em torno dos castelos e mosteiros. Nesse ambiente receptivo, começam a ser abertas novas escolas ao longo de todo o continente, inclusive em cidades e vilas menores.
No campo intelectual, as mudanças são também fruto do contato com o mundo oriental e árabe através das Cruzadas e do movimento de Reconquista da Península Ibérica. Na altura, o mundo islâmico encontrava-se bastante avançado em termos intelectuais e científicos. Os autores árabes tinham mantido durante muito tempo um contacto regular com as obras clássicas gregas (Aristóteles, por exemplo), tendo feito um trabalho de tradução que se tornaria valioso para os povos ocidentais, já que por este meio voltaram a entrar em contacto com as suas raízes eruditas entretanto "esquecidas". De facto, seja em Espanha (Toledo), seja no sul de Itália, os tradutores europeus vão produzir um espólio considerável de traduções que permitiram avanços importantes em conhecimentos como a astronomia, a matemática, a biologia e a medicina, e que se tornariam o gérmen da evolução intelectual europeia dos séculos seguintes.
Dentre as contribuições Greco-arábicas, ocuparam papel de destaque a aritmética com a álgebra de Al Khwarizmi, a medicina de Rasis e a enciclopédia médica de Avicena. Esses estudos foram traduzidos para o latim, língua científica oficial da época.

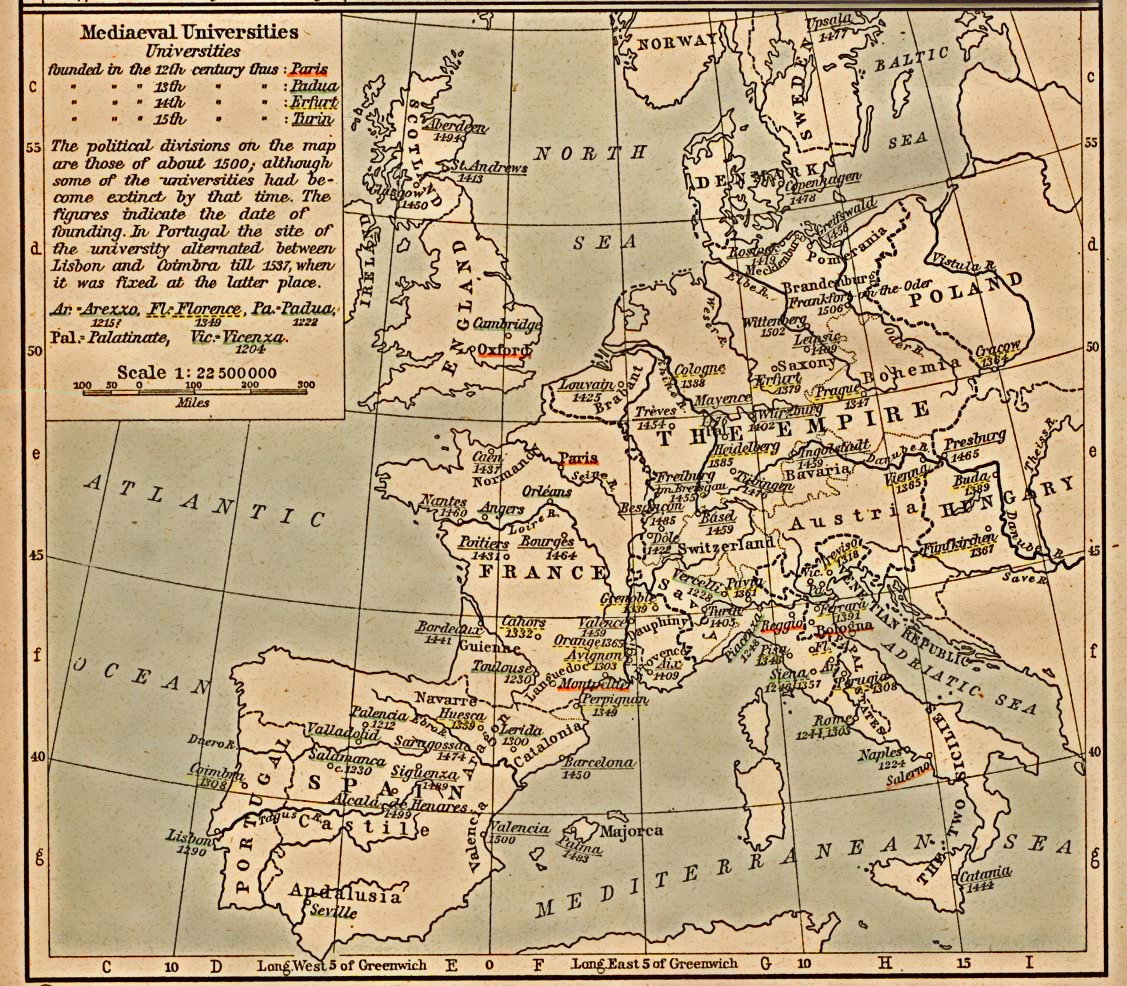
Mapa das universidades medievais. As universidades e as novas ordens religiosas forneceram infraestrutura para a formação de comunidades científicas.

Por volta de 1150 são fundadas as primeiras universidades medievais – Bolonha (1088), Paris (1150) e Oxford (1167) — em 1500 já seriam mais de setenta. Esse foi efetivamente o ponto de partida para o modelo actual de universidade. Algumas dessas instituições recebiam da Igreja ou de Reis o título de Studium Generale; e eram consideradas os locais de ensino mais prestigiados da Europa, seus acadêmicos eram encorajados a partilhar documentos e dar cursos em outros institutos por todo o continente.
Tratando-se não apenas de instituições de ensino, as universidades medievais eram também locais de pesquisa e produção do saber, além de focos de vigorosos debates e muitas polêmicas. Isso também ficou claro nas crises em que estas instituições estiveram envolvidas e pelas intervenções que sofreram do poder real e eclesiástico. A filosofia natural estudada nas faculdades de Arte dessas instituições tratava do estudo objetivo da natureza e do universo físico. Para Tomás de Aquino, era um campo independente e separado da teologia; entendido como uma área de estudo essencial em si mesma, bem como um fundamento para a obtenção de outros saberes.
Outro fator importante para o florescimento intelectual do período foi a atividade cultural das novas ordens mendicantes: especialmente os Dominicanos e os Franciscanos. Ao contrário de ordens monásticas, voltadas para a vida contemplativa nos mosteiros, essas novas ordens eram dedicadas à convivência no mundo leigo e procuravam defender a fé cristã pela pregação e pelo uso da razão. A integração dessas ordens nas universidades medievais proporcionava a infraestrutura necessária para a existência de comunidades científicas e iria gerar muitos frutos para o estudo da natureza, especialmente com a renomada escola Franciscana de Oxford.
O influxo de textos gregos, as ordens mendicantes e a multiplicação das universidades iriam agir conjuntamente nesse novo mundo que se alimentava do turbilhão das cidades em crescimento. Em 1200 já havia traduções latinas razoavelmente precisas dos principais trabalhos dos autores antigos mais cruciais para a filosofia: Aristóteles, Platão, Euclides, Ptolomeu, Arquimedes e Galeno. Nessa altura a filosofia natural (e.g. ciência) contida nesses textos começou a ser trabalhada e desenvolvida por escolásticos notáveis como: Robert Grosseteste, Roger Bacon, Alberto Magno e Duns Scot, que trariam novas tendências para uma abordagem mais concreta e empírica, representando um prelúdio do pensamento moderno.

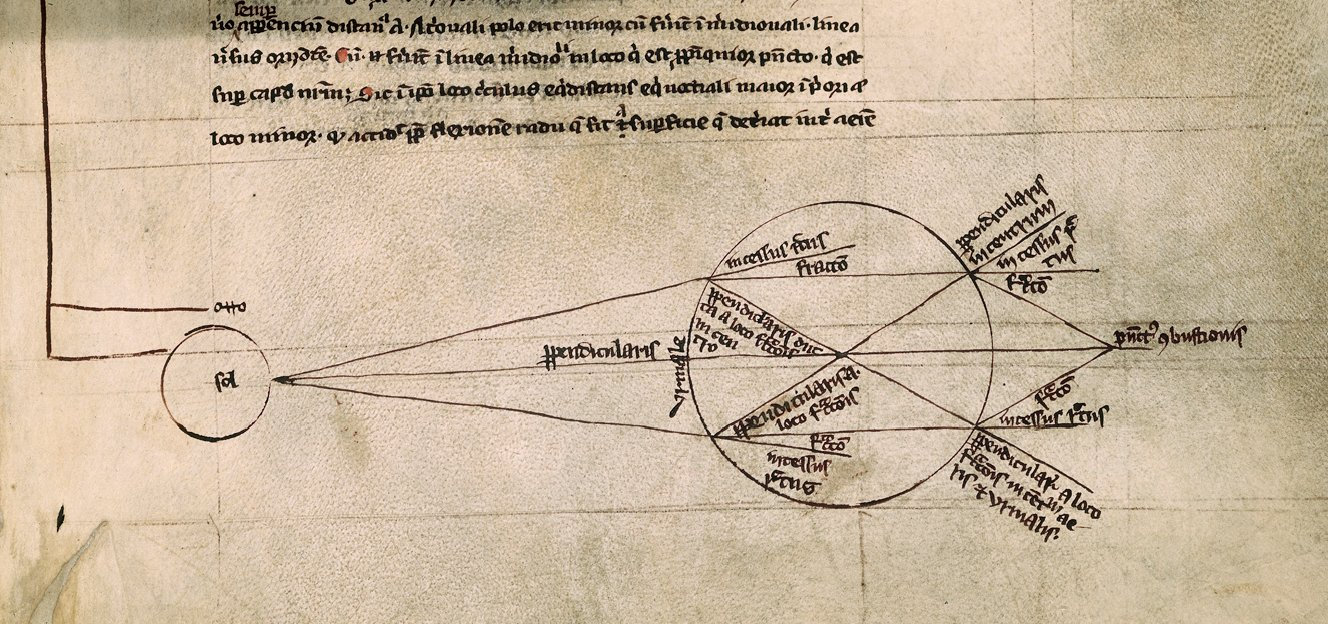
Estudo da refração da luz por uma lente esférica, por Robert Grosseteste, c. 1250.

 Grosseteste, o fundador da escola Franciscana de Oxford, foi o primeiro escolástico a entender plenamente a visão aristotélica do caminho duplo para o pensamento científico: generalizar de observações particulares para uma lei universal; e depois fazer o caminho inverso: deduzir de leis universais para a previsão de situações particulares. Além disso, afirmou que esses dois caminhos deveriam ser verificados - ou invalidados - através de experimentos que testassem seus princípios. Grosseteste dava grande ênfase à matemática como um meio de entender a natureza e seu método de pesquisa continha a base essencial da ciência experimental.
Roger Bacon, aluno de Grosseteste, dá atenção especial à importância da experimentação para aumentar o número de fatos conhecidos a respeito do mundo. Ele descreve o método científico como um ciclo repetido de observação, hipótese, experimentação e necessidade de verificação independente. Bacon registrava a forma em que conduzia seus experimentos em detalhes precisos, a fim de que outros pudessem reproduzir seus experimentos e testar os resultados - essa possibilidade de verificação independente é parte fundamental do método científico contemporâneo.

### Idade Média Tardia
A primeira metade do século XIV viu o trabalho científico de grandes pensadores. Inspirado em Duns Scot, William de Occam entendia que a filosofia só deveria tratar de temas sobre os quais ela pudesse obter um conhecimento real. Seus estudos em lógica levaram-no a defender o princípio hoje chamado de Navalha de Occam: se há várias explicações igualmente válidas para um fato, então devemos escolher a mais simples. Isso deveria levar a um declínio em debates infrutíferos e mover a filosofia natural em direção ao que hoje é considerado Ciência.Nessa altura, acadêmicos como Jean Buridan e Nicole d'Oresme começaram a questionar aspectos da mecânica aristotélica. Em particular, Buridan desenvolveu a teoria do ímpeto, que explicava o movimento de projéteis e foi o primeiro passo em direção ao moderno conceito de inércia. Buridan antecipou Isaac Newton quando escreveu:

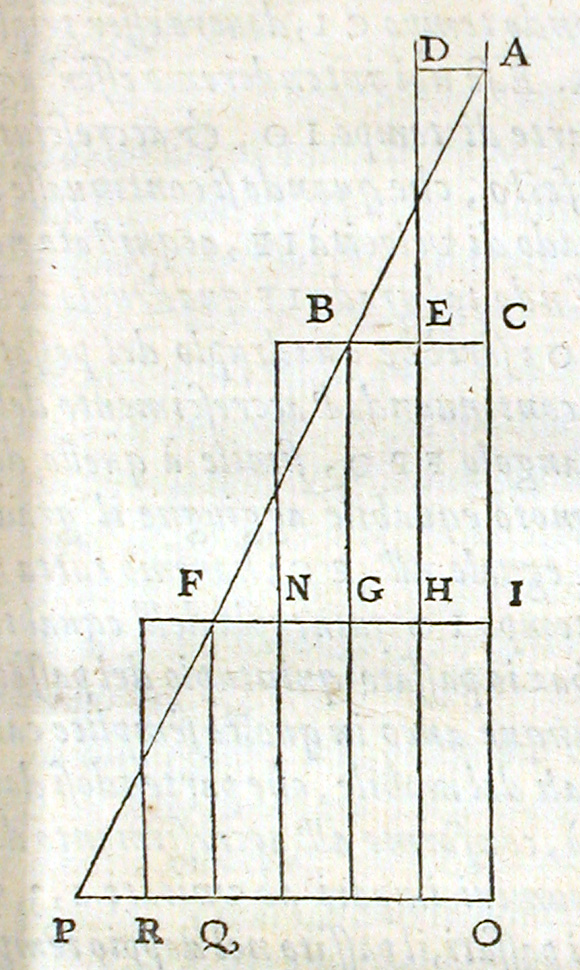
Demontração de Galileu sobre o movimento acelerado. A base da famosa "Lei da queda de corpos" foi o teorema da velocidade média.

…depois de deixar o braço do arremessador, o projétil seria movido por um ímpeto dado a ele pelo arremessador e continuaria a ser movido enquanto esse ímpeto permanecesse mais forte que a resistência. Esse movimento seria de duração infinita caso não fosse diminuído e corrompido por uma força contrária resistindo a ele, ou por algo inclinando o objeto para um movimento contrário.
Nessa mesma época, os denominados Calculatores de Merton College, de Oxford, elaboraram o Teorema da velocidade média. Usando uma linguagem simplificada, este teorema estabelece que um corpo em movimento uniformemente acelerado percorre, num determinado intervalo de tempo, o mesmo espaço que seria percorrido por um corpo que se deslocasse com velocidade constante e igual à velocidade média do primeiro. Mais tarde, esse teorema seria a base da "Lei da queda de corpos", de Galileu. Hoje sabemos que as principais propriedades cinemáticas do movimento retilíneo uniformemente variado (MRUV), que ainda são atribuídas a Galileu pelos textos de física, foram descobertas e provadas por esses acadêmicos.
Nicole d'Oresme, por sua vez, demonstrou que as razões propostas pela física Aristotélica contra o movimento do planeta Terra não eram válidas e invocou o argumento da simplicidade (da navalha de Occam) em favor da teoria de que é a Terra que se move, e não os corpos celestiais. No geral, o argumento de Oresme a favor do movimento terrestre é mais explícito, tendo sido usado séculos depois por Copérnico. Entre outras proezas, Oresme foi o primeiro a descrever com exatidão a mudança de direção da luz através da refração atmosférica; embora o crédito por esse feito seja hoje dado à Robert Hooke (por ter sido o primeiro a demonstrar tal fato).
Em 1348, a Peste Negra levou este período de intenso desenvolvimento científico a um fim repentino. A praga matou um terço da população europeia. Por quase um século, novos focos da praga e outros desastres causaram contínuo decréscimo populacional. As áreas urbanas, geralmente o motor das inovações intelectuais, foram especialmente afetadas.
Linha do tempo: Dados demográficos da Europa e a presença de inovadores nos campos da física e da metodologia científica.

### Renascimento
Além de estancar o processo de inovação, a peste negra foi um dos fatores que colocaram em xeque todo o modelo de sociedade que havia encontrado seu apogeu nos séculos anteriores. O século XV presenciou o início do florescimento artístico e cultural do Renascimento.
A redescoberta de textos antigos foi aprimorada depois da Queda de Constantinopla, em meados do século XV, quando muitos eruditos bizantinos tiveram que buscar refúgio no ocidente, especialmente na Itália. Esse novo influxo alimentou o interesse crescente dos acadêmicos europeus pelos textos clássicos de períodos anteriores ao triunfo do Cristianismo na cultura européia. No século  XVI, já existia, paralelamente ao interesse pela civilização clássica, um menosprezo pela Idade Média, que passou a ser cada vez mais associada ao obscurantismo.
O humanismo renascentista rompeu com a visão teocêntrica e com a concepção filosófico-teológica medieval. Agora conceitos como a dignidade do ser humano passam a estar em primeiro plano. Por outro lado, esse humanismo representa também uma ruptura com a importância que vinha sendo dada às ciências naturais desde a (re)descoberta de Aristóteles, no século XII.
Apesar do florescimento artístico, o período inicial da Renascença é geralmente visto como um momento de estagnação da ciência e da filosofia. Há pouco desenvolvimento de disciplinas como a física e astronomia. O apego aos escritos antigos tornam as visões Ptolomaica e Aristotélica do universo ainda mais enraizadas. Em contraste com a escolástica, que supunha uma ordem racional da natureza na qual intelecto poderia penetrar, o chamado naturalismo renascentista passava a ver o universo como uma criação espiritual opaca à racionalidade e que só poderia ser compreendida pela experiência direta.
Por outro lado, a invenção da imprensa, que ocorrera simultaneamente à Queda de Constantinopla, teria grande efeito na sociedade europeia. A disseminação mais fácil da palavra escrita democratizou o aprendizado e permitiu a propagação mais rápida de novas ideias.
Essas transformações facilitaram o caminho para a revolução científica, mas isso só ocorreria depois do movimento renascentista ter chegado ao norte da Europa, com figuras como Copérnico, Francis Bacon, Galileu e Descartes. Foram essas figuras que levaram adiante os avanços ensaiados pelos sábios da Idade Média, mas estes personagens já são muitas vezes descritos como pensadores pré-iluministas, em vez de serem vistos como parte do renascimento tardio.

## Cristianismo e o estudo da natureza

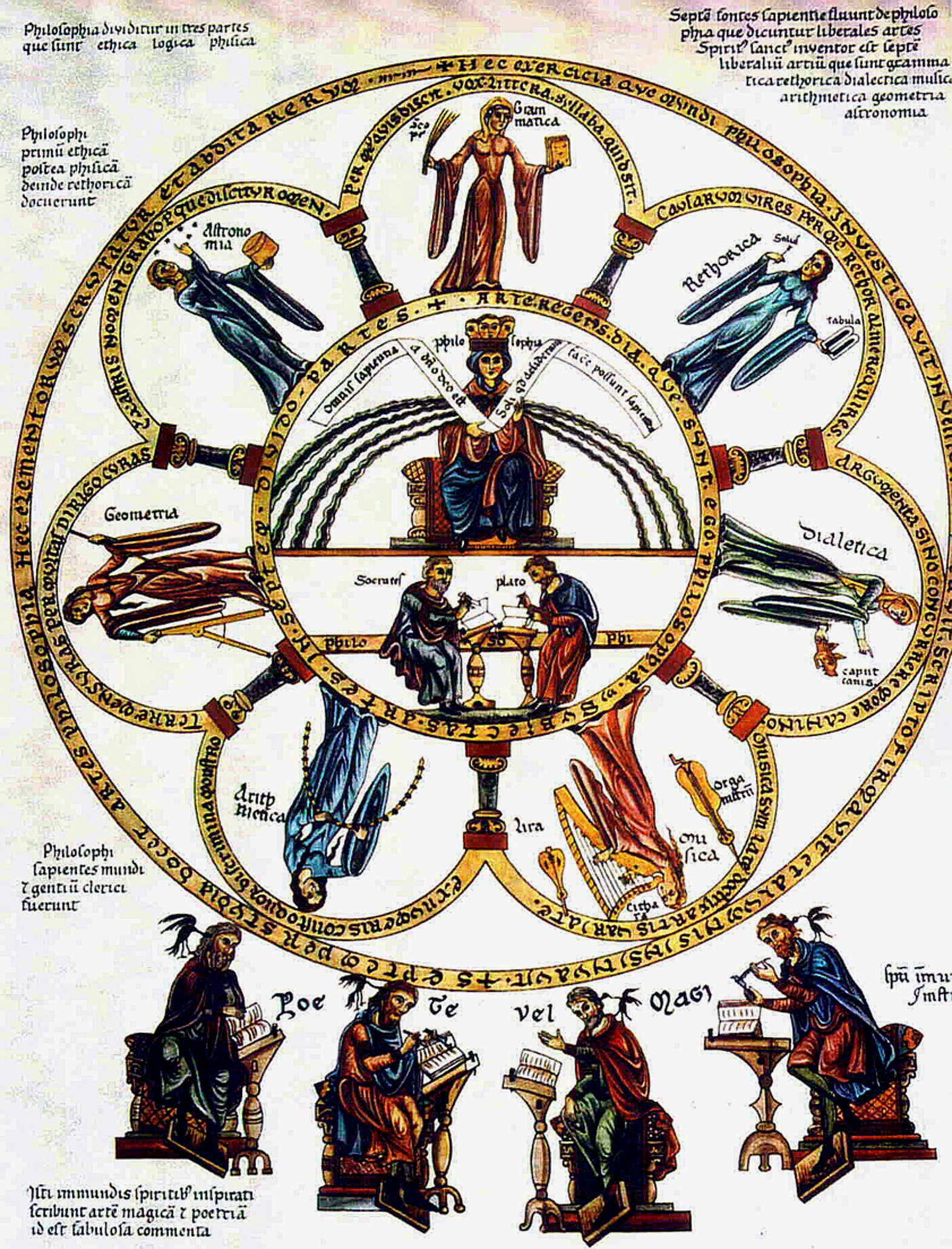
A filosofia entre as sete Artes Liberais (c. 1180).

O pensamento de Santo Agostinho foi basilar ao orientar a visão do homem medieval sobre a relação entre a fé cristã e o estudo da natureza. Ele reconhecia a importância do conhecimento, mas entendia que a fé em Cristo vinha restaurar a condição decaída da razão humana, sendo, portanto, mais importante. Agostinho afirmava que a interpretação das escrituras deveria ser feita de acordo com os conhecimentos disponíveis, em cada época, sobre o mundo natural. Escritos como sua interpretação "alegórica" do livro bíblico do gênesis vão influenciar fortemente a Igreja medieval, que terá uma visão mais interpretativa e menos literal dos textos sagrados.
A Igreja também esteve a cargo da estrutura educacional, ou, pelo menos, supervisionando a mesma. Quando Carlos Magno chamou o monge Alcuíno para elaborar uma reforma na educação européia, a Igreja ficou responsável tanto pelas escolas monacais quanto pelas escolas catedrais. A maioria das universidades nos séculos XII e XIII surgiram precisamente de escolas ligadas às catedrais e funcionavam sob a proteção de jurisdição eclesiástica.
Com relação à investigação da natureza, que renasceu na Idade Média Clássica, já foi mencionada a importância das ordens religiosas mendicantes. Embora São Bernardo e alguns outros religiosos tenham chegado a desencorajar o estudo das ciências por entenderem que muitos buscavam esses conhecimentos por vaidade, seus pontos de vista jamais foram adotados. A Inquisição estava presente, mas a Igreja concedia aos professores muita elasticidade em suas doutrinas e, em muitos casos, estimulou as investigações científicas:
"Guilherme de Auvergne, bispo de Paris (falecido em 1249), promoveu tais investigações [científicas] e ridicularizou os que acreditavam ver um ato de Deus em qualquer acontecimento extraordinário. O bispo Grosseteste, de Lincoln, estava tão adiantado no estudo de matemáticas, óptica e ciência experimental, que Roger Bacon o colocou no mesmo plano de Aristóteles. As ordens dominicanas e franciscanas não fizeram objeção alguma aos estudos científicos de Alberto Magno ou de Roger Bacon."
Nas universidades, o campo da filosofia natural dispunha de grande liberdade intelectual, desde que restringisse suas especulações ao mundo natural. Embora se esperassem retaliações e castigos caso os filósofos naturais passassem desse limite, os procedimentos disciplinares da Igreja eram voltados principalmente aos teólogos, que trabalhavam numa área bem mais perigosa. Em geral, havia suporte religioso para a ciência natural e o reconhecimento de que esta era um importante fator no aprendizado. Ainda existia uma subordinação do desenvolvimento da ciência aos ensinamentos da Igreja, mas nos séculos finais da Idade Média já se via um certo grau de independência entre ambos.

## Grandes nomes da ciência medieval

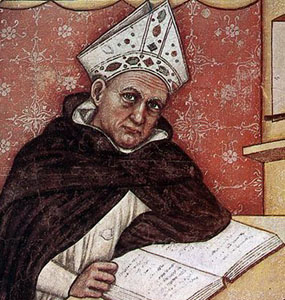

Alberto Magno (1193-1280), o Doutor Universal, foi o principal representante da tradição filosófica dos dominicanos. Além disso, é um dos trinta e três Santos da Igreja Católica com o título de Doutor da Igreja. Tornou-se famoso por seu vasto conhecimento e por sua defesa da coexistência pacífica da ciência com a religião. Alberto foi essencial em introduzir a ciência grega e árabe nas universidades medievais, mas nunca hesitou em duvidar de Aristóteles. Em uma de suas frases famosas, afirmou: a ciência não consiste em ratificar o que outros disseram, mas em buscar as causas dos fenômenos. Tomás de Aquino foi seu aluno.

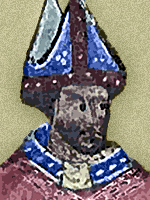

Robert Grosseteste (1168-1253), bispo de Lincoln, foi a figura central do movimento intelectual inglês na primeira metade do século XIII e é considerado o fundador do pensamento científico em Oxford. Tinha grande interesse no mundo natural e escreveu textos sobre temas como som, astronomia, geometria e óptica. Afirmava que experimentos deveriam ser usados para verificar uma teoria, testando suas consequências; também foi relevante o seu trabalho experimental na área da óptica. Roger Bacon foi um de seus alunos mais renomados.

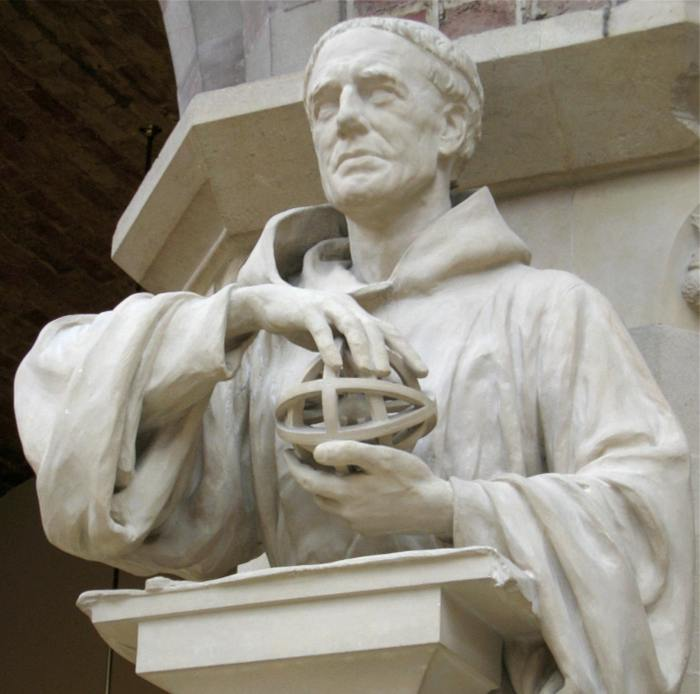

Roger Bacon (1214-1294), o Doutor Admirável, ingressou para a Ordem dos Franciscanos por volta de 1240, onde, influenciado por Grosseteste, dedicou-se a estudos nos quais introduziu a observação da natureza e a experimentação como fundamentos do conhecimento natural. Bacon propagou o conceito de "leis da natureza" e contribuiu com estudos em áreas como a mecânica, a geografia e principalmente a ótica. As pesquisas em ótica de Grosseteste e Bacon estabeleceram a disciplina como um campo de estudo na universidade medieval e formaram a base para uma duradoura tradição de pesquisa na área. Tradição que chegou até o início do século XVII, quando Kepler fundou a ótica moderna.

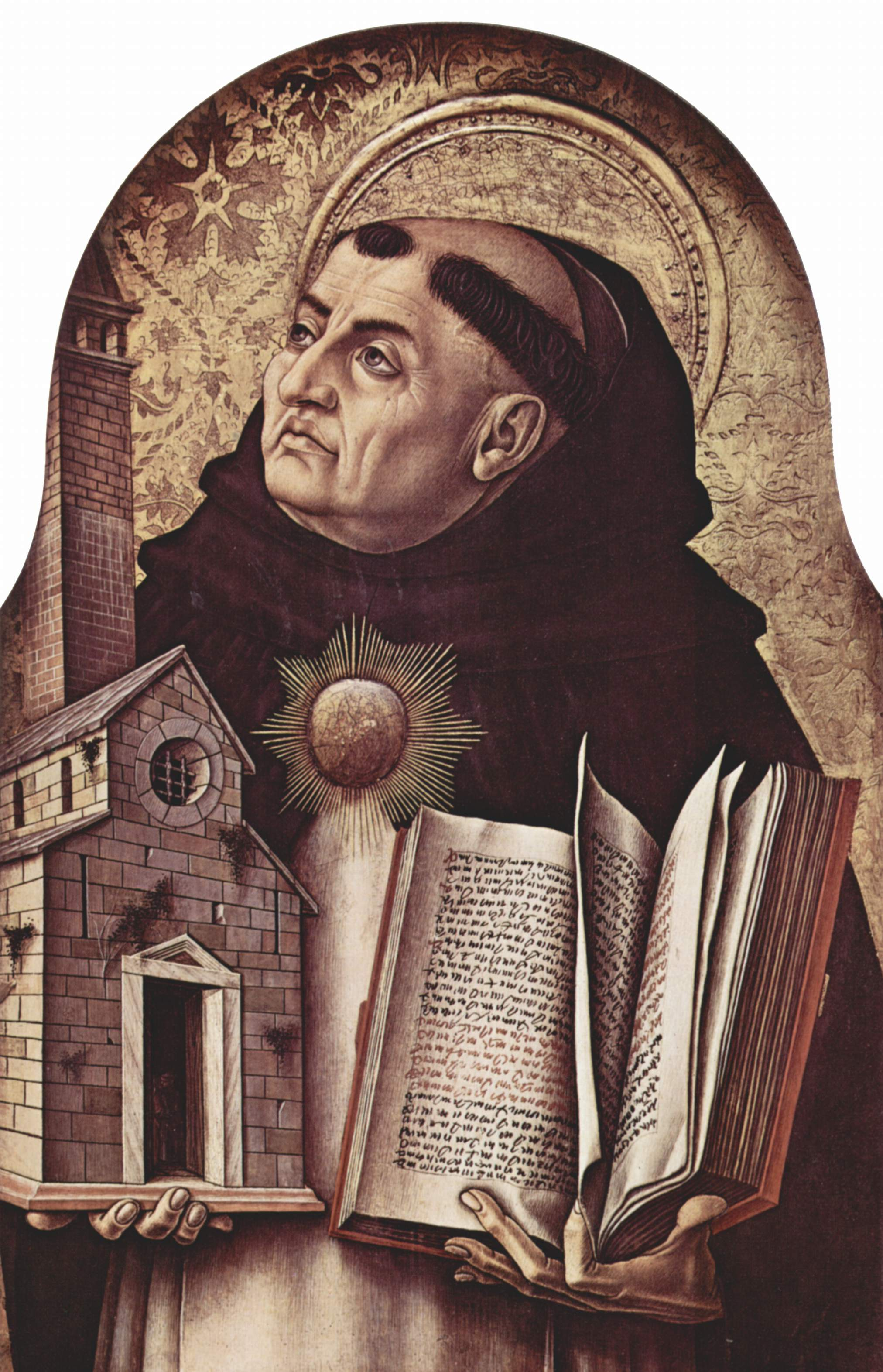

Tomás de Aquino (1227-1274), também conhecido como o Doutor Angélico, foi um frade dominicano e teólogo italiano. Tal qual seu professor Alberto Magno, é santo Católico e doutor desta mesma Igreja. Seus interesses não se restringiam à filosofia; também interessou-se pelo estudo de alquimia, tendo publicado uma importante obra alquímica chamada "Aurora Consurgens". Entretanto, a verdadeira contribuição de São Tomás para a ciência do período foi ter sido o maior responsável pela integração definitiva do aristotelismo com a tradição escolástica anterior.

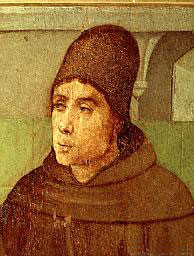

Duns Scot (1266-1308), o Doutor Sutil, foi membro da Ordem Franciscana, filósofo e teólogo. Formado no ambiente acadêmico da Universidade de Oxford, onde ainda pairava a aura de Robert Grosseteste e Roger Bacon, teve uma posição alternativa à de São Tomás de Aquino no enfoque da relação entre a Razão e a Fé. Para Scot, as verdades da fé não poderiam ser compreendidas pela razão. A filosofia, assim, deveria deixar de ser uma serva da teologia e adquirir autonomia. Duns Scot foi mentor de outro grande nome da filosofia medieval: William de Ockham.

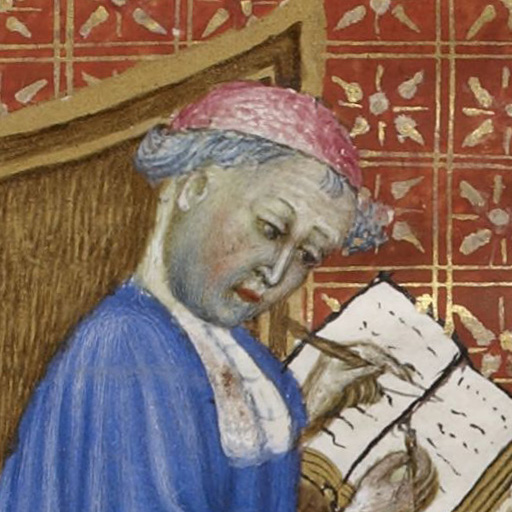

Jean Buridan (1300-1358) foi um filósofo e padre francês. Embora tenha sido um dos mais famosos e influentes filósofos da Idade Média tardia, ele é hoje um dos nomes menos conhecidos pelo público não especialista. Uma de suas contribuições mais significativas foi desenvolver e popularizar da teoria do Ímpeto, que explicava o movimento de projéteis e objetos em queda livre. Essa teoria pavimentou o caminho para a dinâmica de Galileu e para o famoso princípio da Inércia, de Isaac Newton.

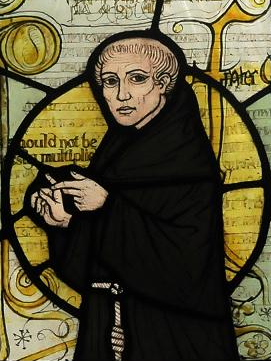

Guilherme de Occam (1285-1350), o Doutor Invencível, foi um frade franciscano, teórico da lógica e teólogo inglês. Occam defendia o princípio da parcimônia (a natureza é por si mesma econômica), que já podia ser visto no trabalho de Duns Scott, seu professor. William foi o criador da Navalha de Occam: se há várias explicações igualmente válidas para um fato, então devemos escolher a mais simples. Isso tornou-se parte básica do que viria a ser conhecido como método científico e um dos pilares do reducionismo em ciência. Occam morreu vítima da peste negra. Jean Buridan e Nicole Oresme foram seus seguidores.
Nicole d'Oresme (c.1323-1382) foi um gênio intelectual e talvez o pensador mais original do século XIV. Teólogo dedicado e Bispo de Lisieux, foi um dos principais propagadores das ciências modernas. Além de suas contribuições estritamente científicas, Oresme combateu fortemente a astrologia e especulou sobre a possibilidade de haver outros mundos habitados no espaço. Ele foi o último grande intelectual europeu a ter crescido antes do surgimento da peste negra, evento que teve impacto bastante negativo na inovação intelectual no período final da Idade Média.
A lista não é exaustiva. Outros nomes relevantes da ciência européia no período medieval incluem: Beda, o Venerável (672-735), Hermano de Reichenau (1013–1054), Jordano de Nemore (c. 1200), Teodorico de Freiberg (1250-1310), Thomas Bradwardine (1290–1349) e Nicolau de Cusa (1401-1464).

## Idade das Trevas?

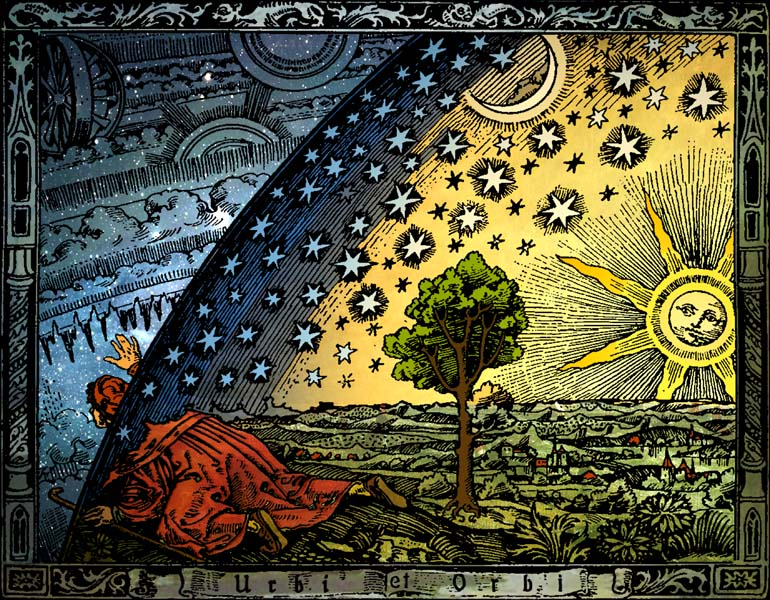
Diferente da crença popular atual, as pessoas educadas na Idade Média não acreditavam numa Terra plana.

Noções preconceituosas sobre a Idade Média já foram amplamente propagadas, desde o Renascimento e ganhando força com o iluminismo, e ainda hoje permanecem mitos no imaginário popular. Isso também é verdadeiro quando se trata das noções da ciência no período: ele é muitas vezes referido pejorativamente como idade das trevas, sugerindo que nele não teria havido nenhuma criação filosófica ou científica autônoma. Embora nenhum historiador sério utilize mais a expressão "Idade das Trevas" para sugerir atraso cultural, ainda hoje, mesmo nas escolas, são ensinadas noções equivocadas como a ideia falsa de que os estudiosos medievais acreditavam que a terra fosse plana.
O historiador Ronald Numbers, que é referência no campo da história da ciência, aponta alguns dos equívocos mais comuns do leigo em relação ao período. Em primeiro lugar, como já mencionado, é errado imaginar que na idade média as pessoas educadas acreditavam que a Terra era plana: elas sabiam muito bem que a Terra é redonda como uma bola. Em segundo lugar é também comum o mito de que a igreja teria proibido autópsias e dissecações no período. De maneira mais geral, as afirmações muito comuns de que o crescimento do cristianismo teria "acabado com a ciência da antiguidade" ou que a igreja medieval teria "suprimido o crescimento das ciências naturais" não têm suporte nos estudos históricos contemporâneos, ainda que sejam repetidas por muitos como se fossem verdades históricas.

## O legado científico medieval

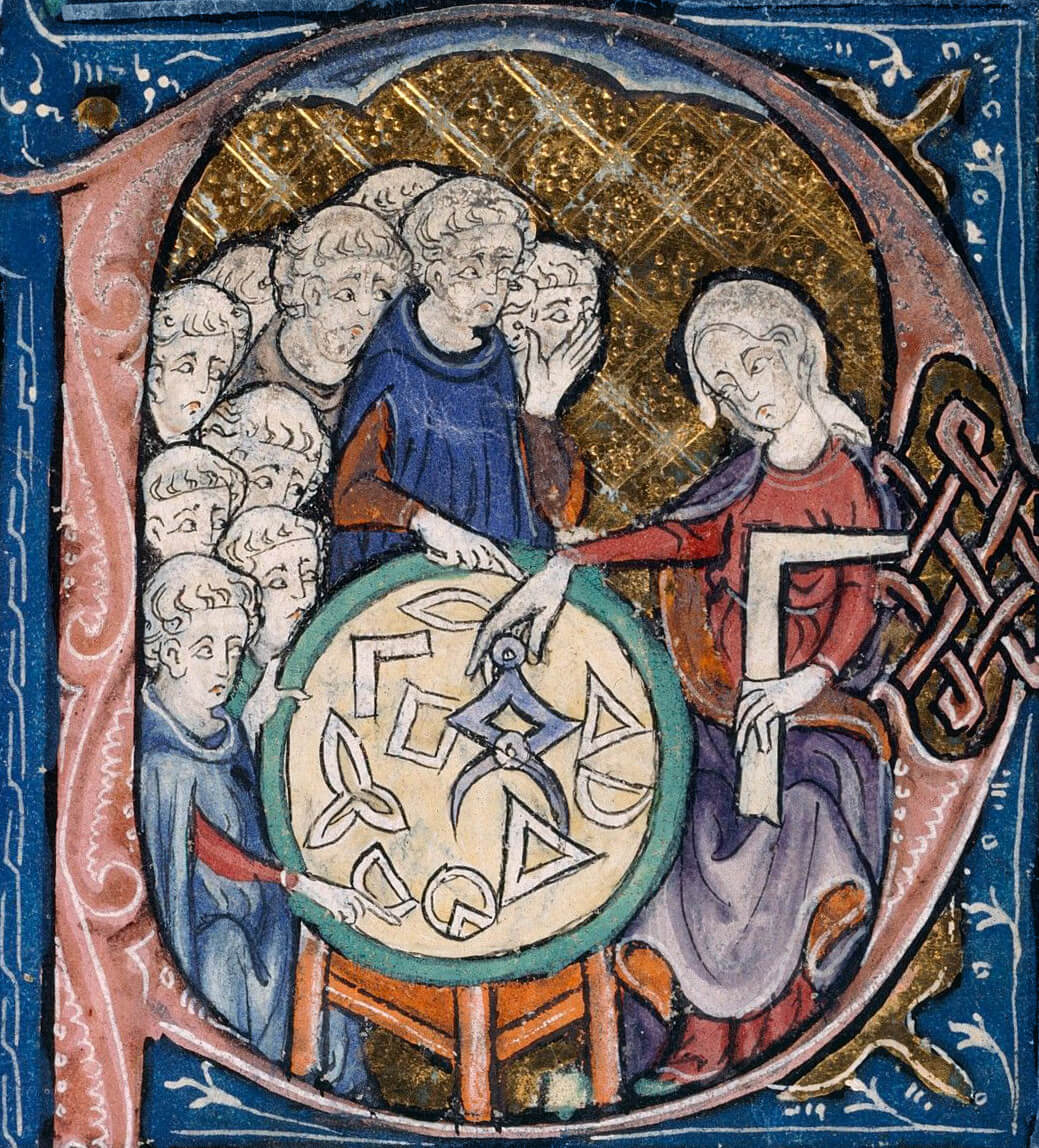
Ilustração do ensino da geometria numa tradução medieval de Os elementos de Euclides.

Depois de superado o abalo de desastres como a Peste Negra, na parte final da Idade Média, o Ocidente pôde demonstrar um crescimento científico ainda mais exuberante no período subseqüente. Os avanços na óptica, obtidos durante a Idade Média, logo iriam gerar aparelhos como o microscópio e o telescópio. Esses dois instrumentos juntamente com a prensa móvel, (fruto medieval), são vistos por muitos como os equipamentos mais importantes já criados para o avanço do conhecimento humano.
É preciso também ressaltar os avanços na física:
O tardio movimento científico medieval concentrou-se na ciência física (…). Foi um trabalho que deveria ter continuidade nos séculos seguintes, na época que veio a se chamar de Renascença e no período que é muitas vezes denominado de Revolução científica. E é nas ciências físicas que vemos mais claramente a emergência da ciência moderna, baseada, em grande parte, nas atitudes inquiridoras dos sábios do fim da Idade Média.
Mas, foram provavelmente o nascimento e desenvolvimento das universidades, juntamente com as primeiras sementes do que se tornaria a metodologia científica contemporânea, as heranças mais importantes do período.